# من محلی هستم
من محلی هستم (به تامیلی: Nenu Local) یا بچه محل (به انگلیسی: I'm Local) فیلمی هندی محصول سال ۲۰۱۷ و به کارگردانی تریناداها رائو ناکینا است. در این فیلم بازیگرانی همچون نانی، کرتی سورش، ناوین چاندرا، ساچین خدکار و تولاسی ایفای نقش کرده‌اند.